# Hitomi Kanehara
Hitomi Kanehara (金原 ひとみ, Kanehara Hitomi, Tóquio, 8 de agosto de 1983) é uma escritora japonesa. Seu romance Hebi ni piasu (蛇にピアス) ganhou o Prêmio Literário Shōsetsu Subaru e o Prêmio Akutagawa, e vendeu mais de um milhão de cópias no Japão. Seu trabalho foi traduzido para mais de uma dúzia de idiomas em todo o mundo.

## Biografia
Hitomi Kanehara nasceu em Tóquio, Japão. Ela parou de frequentar a escola quando estava na quarta série, por achar a escola chata. Sua mãe ficou preocupada, mas seu pai, Mizuhito Kanehara, aceitou mais facilmente sua decisão. Quando ela deveria estar na sexta série, sua família se mudou para São Francisco, onde morou por ano devido ao trabalho de seu pai. Kanehara começou a frequentar uma escola local, não regularmente, mas o suficiente para ser influenciada por uma cultura diferente da japonesa. Durante esse ano, ela passou a ler muitos livros, para não esquecer a língua japonesa, principalmente. De volta ao Japão, Kanehara abandonou formalmente a escola e preferia a educação encontrada nas ruas de Tóquio, vivendo uma adolescência conturbada. Foi neste período que começou a escrever. Depois que saiu de casa, Kanehara participou de um seminário de redação, ministrado pelo seu pai. Ela enviava seus contos por e-mail, e ele os devolvia por correio, com marcações em vermelho. Ela escreveu seu primeiro romance, Hebi ni piasu (蛇にピアス), aos 20 anos. O romance ganhou o Prêmio Literário Shōsetsu Subaru e o Prêmio Akutagawa e se tornou um best-seller japonês, passando a vender mais de um milhão de cópias. Em conjunto com Risa Wataya, foram consideradas as mais jovens autoras a receberem o Prêmio Akutagawa.
Em 2008 estreou a adaptação cinematográfica de Hebi ni piasu (蛇にピアス), dirigida por Yukio Ninagawa e estrelada por Yuriko Yoshitaka no papel principal. O romance TRIP TRAP (トリップ・トラップ) foi publicado em 2009 e ganhou o 27º Prêmio Sakunosuke Oda de 2010.
Quando o desastre nuclear de Fukushima Daiichi ocorreu em 2011, Kanehara se mudou de Tóquio para Okayama por preocupações com os efeitos da radiação em seus filhos. Em 2012, ela se mudou para a França, e seu livro Mazāzu (マザーズ) ganhou o Prêmio Bunkamura Deux Magots

## Prémios
- 2003 - 130º Prêmio Akutagawa - Hebi ni piasu (蛇にピアス)[6]
- 2003 - 27º Prêmio Literário Shōsetsu Subaru - Hebi ni piasu (蛇にピアス)[3]
- 2010 - 27º Prêmio Sakunosuke Oda - TRIP TRAP (トリップ・トラップ)[8]
- 2012 - 22º Prêmio Bunkamura Deux Magots - Mazāzu (マザーズ)[9]

## Adaptações
- Hebi no piasu (Snakes and Earrings), 2008[7]

### Livros em japonês
- 2003 Hebi ni piasu (蛇にピアス), ISBN 4087746836
- 2004 Asshu beibii (アッシュベイビー), ISBN 4087747018
- 2005 AMEBIC, ISBN 4087747018
- 2005 Ōtofikushon (オートフィクション), ISBN 9784087753646
- 2007 Haidora (ハイドラ), ISBN 4103045310
- 2007 Hoshi e ochiru (星へ落ちる), ISBN 4087748979
- 2009 Yūutsu tachi (憂鬱たち), ISBN 4163285202
- 2009 TRIP TRAP (トリップ・トラップ), ISBN 4048740121
- 2011 Mazāzu (マザーズ), ISBN 9784103045328